# Пинотти, Марко
Ма́рко Пино́тти (итал. Marco Pinotti; род. 25 февраля 1975, Озио-Сотто, Италия) — итальянский профессиональный шоссейный велогонщик. Пятикратный чемпион Италии в гонках с раздельным стартом.

## Карьера
Первый профессиональный контракт Марко Пинотти подписал в 1999 году с итальянской командой Lampre-Daikin. В первый же год выступлений на профессиональном уровне он принял участие в Тур де Франс, который завершил на итоговом 113-м месте, отстав от Лэнса Армстронга на два часа и сорок минут. Осенью Марко одержал первую профессиональную победу — в паре с латышом Рависом Белохвостиксом он выиграл парную гонку на время Гран-при Европы. Год спустя на этой гонке Пинотти и Белохвостикс стали вторыми, а главным успехом итальянца стала победа на одном из этапов Тура Польши, которую он добыл длительным сольным отрывом.
В 2001 году Пинотти чуть было не выиграл этап на Тур де Франс, но на 15-м этапе финишировал лишь вторым, уступив бельгийцу Рику Вербрюгге. Этот Тур Пинотти закончил 52-м, а на дебютной для себя Вуэльте финишировал лишь 126-м. В конце сезона он принял участие в чемпионате мира и в индивидуальной гонке стал 26-м. В ноябре итальянец получил травму локтя, которая на длительный срок вывела его из строя, а в гонки Пинотти смог вернуться только в апреле следующего года, но из-за смазанной подготовки к сезону не смог показать достойных результатов.
Сезон 2003 года Марко начал с победы на этапе Тура Страны басков до Сан-Себастьяна и выиграл гороховую майку лучшего горняка. Однако чуть позднее Пинотти сломал бедро, что повлекло за собой длительное восстановление.
В 2005 году итальянец перешёл в состав Saunier Duval-Prodir и дебютировал на Джиро, где впрочем особых успехов не добился и финишировал 48-м. Зато спустя месяц Пинотти впервые выиграл трехцветную майку чемпиона Италии в гонке с раздельным стартом, опередив Марцио Брузегина. Подобный результат позволил ему отобраться в состав сборной на чемпионат мира, где он занял 17-е место в «разделке». Следующий сезон не был таким удачным: 60-е место на Джиро и поражение на чемпионате Италии, где всего 15 секунд Пинотти уступил Брузегину
2007 год итальянец начал в составе немецкой команды T-Mobile Team, за которую выступал пять лет. На Джиро-2007 Пинотти не выигрывал этапов, но зато четыре дня был лидером общего зачета и обладателем розовой майки лидера, а в итоге стал 18-м. А после Джиро он второй раз в карьере выиграл чемпионат Италии, в котором он будет доминировать четыре года.
В 2008 году Пинотти выиграл свой дебютный этап на Джиро, став первым на последнем этапе в Милане, защитил звание чемпиона Италии, а также выиграл первую в карьере многодневную гонку — Тур Ирландии. В сентябре на домашнем чемпионате мира в Варесе он показал 13-й результат в гонке на время. В 2009 году итальянец одержал победы на этапах Тура Страны басков и Тура Романдии, а также внес решающий вклад в победу своей команды Team Columbia-High Road на первом этапе Джиро д’Италия, что позволило стать лидером общего зачета его товарищу про команде — Марку Кэвендишу. На чемпионате мира в швейцарском Мендризио в любимой разделке Пинотти остановился в шаге от медали, показав четвёртое время.
Главным достижением 2010 года для Пинотти стало попадание в десятку сильнейших общего зачета на домашней супермногодневке, которую он закончил на девятой позиции, а в спринтерской классификации и вовсе стал шестым. Помимо этих успехов Пинотти одержал победу на первом этапе Тура Романдии и пятый раз стал чемпионом Италии в разделке.
В 2011 году Пинотти второй раз в карьере примерял розовую майку лидера Джиро, выиграв вместе с командой стартовый этап, но уже после второго этапа расстался с этой майкой. Из-за травмы Марко не закончил Джиро, а также вынужден был отказаться от защиты звания чемпиона Италии, которое досталось Адриано Малори.
После прекращения существования Team HTC-High Road итальянец перешёл в состав BMC Racing Team. Главной целью сезона для Пинотти было удачное выступление на Джиро, однако в решающие моменты он не был настолько силен, чтобы бороться за высокие места в генеральной классификации. Итоговое 41-е место скрасила победа на последнем этапе, который как и четыре года спустя проходил в Милане. Несмотря на статус главного фаворита Пинотти проиграл чемпионат Италии, став только третьим. Это не помешало ему войти в состав сборной на Олимпиаду, где он вновь был близок к медали в разделке, но стал только пятым.
По окончании сезона 2013 года завершил профессиональную карьеру.

## Личная жизнь
Марко Пинотти женат. Его супругу зовут Михаэла. В семье растет сын Давиде.